# Städtische Galerie de Dresde
La Städtische Galerie de Dresde (Galerie d'art de la ville de Dresde) est un musée communal de la ville de Dresde en Allemagne. Il se trouve depuis 2005 au premier étage de l'ancien bâtiment de la diète saxonne construit entre 1770 et 1775. La Städtische Galerie fait partie du Städtische Museum qui se trouve dans le même bâtiment. Gisbert Portsmann en est le directeur depuis 2002.

## Histoire
Les premières collections d'art de Dresde ont été rassemblées en 1560 par le Prince-Électeur Auguste Ier de Saxe (1526-1586). Un inventaire effectué en 1658 mentionnait 118 tableaux. Mais c'est en 1722 qu'il faudrait considérer la véritable fondation de la Galerie, année au cours de laquelle Auguste le Fort réunit de nombreux apports en provenance d'églises et de châteaux qui portèrent le nombre d'œuvres à 1938.
La Galerie de Dresde fait l'objet au XVIIIe siècle de commentaires élogieux de personnalités comme l'historien de l'art Johann Joachim Winckelmann (1717-1768) qui qualifia Dresde de première ville artistique du Nord ou Goethe qui fit le voyage à Dresde en 1768 dans le but de visiter la galerie et qui en fit l'éloge dans Poésie et Vérité.
Jusqu'à la moitié du XVIIIe siècle, le droit de visiter la Galerie était réservé à la famille princière, à la Cour et à quelques élus. À partir de la deuxième moitié du XVIIIe siècle, les premiers catalogues furent imprimés en langue française (1765, 1782) et les étrangers purent la visiter moyennant finances.

## Collection
La collection du musée regroupe environ 1 800 tableaux, 800 sculptures, et plus de vingt mille pièces de papier (livres, incunables, manuscrits, photographies, etc.), du XVIe siècle à nos jours.
On y trouve par exemple des œuvres d'Anton Graff, Johann Christian Klengel, Caspar David Friedrich, Ludwig Richter ; des impressionnistes allemands, Gotthardt Kuehl et Robert Sterl ; des peintres de la Nouvelle Objectivité, Otto Dix, Conrad Felixmüller, Otto Griebel ; ou des contemporains, comme Hermann Glöckner, Ernst Hassebrauk, Veit Hoffmann, Hans Jüchser, Siegfried Klotz, Max Uhlig, Willy Wolf, etc., ainsi que des sculptures de Karl Albiker, Robert Diez, Peter Makolies, Ernst Rietschel, etc.

## Source
- (de) Cet article est partiellement ou en totalité issu de l’article de Wikipédia en allemand intitulé « Städtische Galerie Dresden » (voir la liste des auteurs).